# Triple-play

Illustration över hur triple-play fungerar i tele- och kabel-TV-förbindelser

Triple-play är ett samlingsnamn för IP-telefoni, bredband och TV i samma förbindelse.  Triple-play har utvecklats parallellt med att bredband har byggts ut i allt större omfattning. Avregleringen av telefonibranschen samt ett kraftigt ökat antal leverantörer av de tre olika teknikerna har gjort att flera marknadsaktörer tagit marknadsandelar genom att sälja de tre delteknikerna som paketlösning.

## Teknik

### Telefoni
Den vanligaste tekniken för telefonidelen av triple-play är en kombination av optofiber och xDSL-teknik. För längre förbindelser litar man till optofiberkabel och därefter övergår man till kopparkabel, det vill säga den vanliga telefonledningen. Kabel-TV-operatörer använder sig av en liknande teknik, HFC, där kopparkabeln mellan närmaste telestation och abonnenten är utbytt mot koaxialkabel mellan huvudcentralen och abonnenten. Telefoni kan också överföras på traditionellt sätt via kopparkabel (POTS) eller genom IP-telefoni (VoIP). I ett kabel-TV-nätverk utgörs alltid telefonitekniken av VoIP.

### TV
TV via en xDSL-förbindelse bygger på IP-TV där signalen sänds till abonnenten i MPEG-2-format. I ett kabel-TV-nätverk (HFC) kan signalen vara antingen digital eller analog eller en blandning av de båda. Denna teknik gör att man kan införa Pay-per-view-system, d.v.s. ett system där kunden själv beställer vad man vill se och när. Hos abonnenten står en STB, Set-Top'Box, i dagligt tal en "digitalbox".

### Internet
Höghastighetsinternet överförs med transporttekniker som ATM eller DOCSIS, oftast genom en 10BASE-T Ethernet-signal till abonnenten.

### Nybyggnation
Efter att det svenska telenätet fört och främst förlitat sig på kopparförbindelser kom koaxialkabelförbindelser att bli vanligare i samband med att kabel-TV lanserades. Sedan dess har fiberförbindelser gradvis kommit att bli allt vanligare och under 2000-talets andra decennium inleddes en avveckling av stora delar av kopparkabelnätet i Sverige. Anslutnig av bostäder med fiberteknik innebär minskade kostnader för anpassning till andra nättyper och istället medför ett nät för all informationsöverföring. En nackdel kan vara att accessnätet helägs av olika leverantörer, vilket kan reducera möjligheten för en abonnent att fritt välja operatör, även om det blir allt vanligare att öppna fiberförbindelser anläggs, det vill säga fiberförbindelser där abonnenten kan välja leverantör utifrån de tjänsteleverantörer som valt att ansluta sig till nätet. Fibernät har sällan eller aldrig redundans för strömavbrott - när strömmen går fungerar inte telefonen.

## Utmaningar

### Ekonomi
Då en leverantör skall erbjuda triple-play är det inte i första hand en teknisk utmaning utan framför allt en ekonomisk chanstagning. Ett företag som skall leverera triple-playtjänster måste, för att satsningen skall vara kostnadseffektiv, inte bara kunna erbjuda bra teknik utan även ha bra erbjudanden (till exempel TV-programpaket eller billig telefoni till utvalda destinationer) och kunna rulla ut sina erbjudanden där det finns kundunderlag.

### Teknik
Telefoni, TV och höghastighetsinternet uppför sig på olika sätt i en förbindelse och har inte samma bandbredd. Telefoni är till exempel känsligt för jitter och paketförluster påverkar data- och TV-signaler. Detta gör att näten måste ha en viss Quality of Service, d.v.s. tekniskt sett kunna möta olika mängder trafik i en förbindelse utan att tjänsten påverkas negativt.